# Maireana convexa
Maireana convexa är en amarantväxtart som beskrevs av Paul G. Wilson. Maireana convexa ingår i släktet Maireana och familjen amarantväxter. Inga underarter finns listade i Catalogue of Life.